# Bacillus cereus
Bacillus cereus je grampozitivna, sporogena in gibljiva patogena bakterija, katere spore so razširjene v okolju, predvsem v zemlji. V nizkih koncentracijah je pogosto prisotna v surovi, sušeni in kuhani hrani. Okuži lahko vodo, mleko, stročnice, žitarice in druga živila. B. cereus tvori dva različna enterotoksina. Emetični povzroča bruhanje, diarealni pa drisko.